# Wahlkreis Rom – Municipio X
Der Wahlkreis Rom – Municipio X ist seit 2020 ein Wahlkreis (italienisch collegio elettorale) für die Wahl der Abgeordnetenkammer.

## Wahlkreisgebiet
| Wahlkreise – Camera dei deputati – Latium | Wahlkreise – Camera dei deputati – Latium | Wahlkreise – Camera dei deputati – Latium |
| Provinz                                   | Provinz                                   | Gemeinden nach Provinzen ⮞ Wahlkreis |
| ----------------------------------------- | ----------------------------------------- | --- |
|                                           | Metropolitanstadt Rom (121 Gemeinden)     | ↳ Latium 1: Teil Roms ⮞ Wahlkreis Rom – Municipio I Teil Roms ⮞ Wahlkreis Rom – Municipio III Teil Roms ⮞ Wahlkreis Rom – Municipio V 1 + Teil Roms ⮞ Wahlkreis Rom – Municipio VII 1 + Teil Roms ⮞ Wahlkreis Rom – Municipio X 1 + Teil Roms ⮞ Wahlkreis Rom – Municipio XI Teil Roms ⮞ Wahlkreis Rom – Municipio XIV 63 ⮞ Wahlkreis Guidonia Montecelio 18 ⮞ Wahlkreis Velletri ↳ Latium 2: 30 ⮞ Wahlkreis Rieti 6 ⮞ Wahlkreis Viterbo |
|                                           | Provinz Frosinone (91 Gemeinden)          | 60 ⮞ Wahlkreis Frosinone 31 ⮞ Wahlkreis Terracina |
|                                           | Provinz Latina (33 Gemeinden)             | 17 ⮞ Wahlkreis Latina 16 ⮞ Wahlkreis Terracina |
|                                           | Provinz Rieti (73 Gemeinden)              | alle ⮞ Wahlkreis Rieti |
|                                           | Provinz Viterbo (60 Gemeinden)            | 48 ⮞ Wahlkreis Viterbo 12 ⮞ Wahlkreis Rieti |

Der Wahlkreis umfasst einen Teil der Gemeinde Rom – genauer gesagt 2 Stadtbezirken (municipi), d. h. das Municipio IX und das Municipio X – sowie die Gemeinde Pomezia.

## Wahlergebnisse

### Parlamentswahl 2022
| Kandidaten                          | Kandidaten                     | Stimmen | %    | Listen                                                  | Stimmen | %    |
| ----------------------------------- | ------------------------------ | ------- | ---- | ------------------------------------------------------- | ------- | ---- |
|                                     | Alessandro Battilocchiogewählt | 88.845  | 39,9 | Fratelli d’Italia                                       | 65.862  | 29,6 |
| Lega per Salvini Premier            | Alessandro Battilocchiogewählt | 88.845  | 39,9 | 10.982                                                  | 4,9     |      |
| Forza Italia                        | Alessandro Battilocchiogewählt | 88.845  | 39,9 | 10.509                                                  | 4,7     |      |
| Noi Moderati                        | Alessandro Battilocchiogewählt | 88.845  | 39,9 | 1.492                                                   | 0,7     |      |
|                                     | Patrizia Prestipino            | 62.891  | 28,2 | Partito Democratico – Italia Democratica e Progressista | 45.379  | 20,4 |
| Alleanza Verdi e Sinistra           | Patrizia Prestipino            | 62.891  | 28,2 | 8.960                                                   | 4,0     |      |
| +Europa                             | Patrizia Prestipino            | 62.891  | 28,2 | 7.247                                                   | 3,3     |      |
| Impegno Civico – Centro Democratico | Patrizia Prestipino            | 62.891  | 28,2 | 1.305                                                   | 0,6     |      |
|                                     | Marco Bella                    | 37.543  | 16,8 | Movimento 5 Stelle                                      | 37.543  | 16,8 |
|                                     | Pietro Madonia                 | 20.969  | 9,4  | Azione – Italia Viva                                    | 20.969  | 9,4  |
|                                     | Anita Ciervo                   | 3.866   | 1,7  | Italexit per l’Italia                                   | 3.866   | 1,7  |
|                                     | Bruno Leonarduzzi Duranti      | 3.621   | 1,6  | Unione Popolare                                         | 3.621   | 1,6  |
|                                     | Laura Montecchi                | 3.172   | 1,4  | Italia Sovrana e Popolare                               | 3.172   | 1,4  |
|                                     | Mirella Altieri                | 1.459   | 0,7  | Vita                                                    | 1.459   | 0,7  |
|                                     | Massimiliano Pugliese          | 497     | 0,2  | Alternativa per l’Italia (PdF – Exit)                   | 497     | 0,2  |
| Gesamt                              | Gesamt                         | 222.863 | 100  |                                                         | 222.863 | 100  |
|                                     |                                |         |      |                                                         |         |      |
| Ungültige Stimmen                   | Ungültige Stimmen              | 5.788   | 2,5  |                                                         |         |      |
| Wähler                              | Wähler                         | 228.651 | 64,2 |                                                         |         |      |
| Wahlberechtigte                     | Wahlberechtigte                | 355.955 |      |                                                         |         |      |
|                                     |                                |         |      |                                                         |         |      |
| Quelle: Innenministerium            |                                |         |      |                                                         |         |      |